# Nicolò Vittori
Nicolò Vittori, italijanski veslač, * 13. marec 1909, † 26. maj 1988.
Vittori je za Italijo nastopil na Poletnih olimpijskih igrah 1928 in 1936.
V Amsterdamu je s četvercu s krmarjem osvojil zlato, v Berlinu pa je bil italijanski čoln izločen v repasažu.